# Organisation nationale de la Jeunesse

L'emblême de l'EON.

L’Organisation nationale de la Jeunesse (en grec moderne : Εθνική Οργάνωσις Νεολαίας, Ethnikí Orgánosis Neoléas, EON) est une organisation de jeunesse de type fasciste créé dans le royaume de Grèce durant la dictature du général Ioannis Metaxas (1936–1941). 
Créée en 1937, l'EON diffère fortement de l'Opera Nazionale Balilla et des Jeunesses hitlériennes, dans la mesure où elle n'est pas liée à un parti unique. Le but de l'organisation est de cultiver, au sein de la jeunesse grecque, les valeurs patriotiques et religieuses et de créer un esprit de communion nationale.
L'EON est démantelée durant l'Occupation de la Grèce par les puissances de l'Axe.